# CAC Wackett
CAC Wackett là một loại máy bay huấn luyện do hãng Commonwealth Aircraft Corporation ở Úc chế tạo. Tên gọi của máy bay được đặt theo tên người thiết kế là Lawrence Wackett.

## Biến thể
- CA-2 Wackett Trainer: Mẫu thử, 2 chiếc.
- CA-6 Wackett Trainer: Máy bay huấn luyện cơ bản hai chỗ cho RAAF. 200 chiếc.

## Quốc gia sử dụng
Úc
- Không quân Hoàng gia Úc

 Đông Ấn Hà Lan
- Không quân Lục quân Đông Ấn Hoàng gia Hà Lan

 Indonesia
- Không quân Indonesia

## Tính năng kỹ chiến thuật
Dữ liệu lấy từ Holmes, 2005. p. 135
Đặc điểm tổng quát
- Kíp lái: 2
- Chiều dài: 7,92 m (26 ft 0 in)
- Sải cánh: 11,28 m (37 ft 0 in)
- Chiều cao: 3 m (9 ft 10 in)
- Trọng lượng rỗng: 866 kg (1,910 lb)
- Trọng lượng có tải: 1,175 kg (2,590 lb)
- Powerplant: 1 × , 130 kW (175 hp)

Hiệu suất bay
- Vận tốc cực đại: 185 km/h (115 mph)
- Tầm bay: 684 km (425 dặm)